# La biblioteca di Babele
La biblioteca di Babele (La biblioteca de Babel) è un racconto fantastico di Jorge Luis Borges, apparso dapprima nel 1941 nella raccolta Il giardino dei sentieri che si biforcano e poi nel 1944 all'interno del volume Finzioni.

## Trama
In esso si descrive un allucinante universo che essenzialmente è una biblioteca spazialmente infinita composta di sale esagonali, in cui 5 pareti sono occupate da 5 scaffali. In ogni scaffale ci sono 32 libri da 410 pagine ciascuno. Ogni pagina ha 40 righe da 80 simboli, che sono 22 lettere dell'alfabeto più lo spazio, il punto e la virgola. In definitiva la biblioteca raccoglie disordinatamente tutti i possibili libri di 410 pagine in cui si susseguono le sequenze dei 25 caratteri senza ordine, in tutte le possibili combinazioni.
A volte gli uomini sono riusciti a trovare espressioni sintatticamente corrette quali:
- oh tempo le tue piramidi! (citazione del Sonetto 123 di Shakespeare)
- tuono pettinato
- il crampo di gesso

ma fino a quel momento, prive di senso.
Poiché i caratteri possono, per casualità, comporre a volte frasi di senso compiuto di lunghezza variabile, nella labirintica Biblioteca di Babele continuano a muoversi ed affannarsi gli uomini in cerca del Libro che contiene la Verità.
Poiché la biblioteca è infinita e poiché in ciascun libro può risiedere solo una finita sequenza di caratteri, ogni possibile libro di 410 pagine si ripete infinite volte, metafora questa dell'eterno ritorno.
Poiché nella biblioteca vi sono tutti i possibili libri di 410 pagine, non solo è presente il libro della Verità, ma anche ogni sua possibile variante e perfino il suo opposto, e gli uomini non hanno la possibilità di distinguerli.
Proprio perché vi esistono tutti i possibili libri di 410 pagine e tutte le verità e anche le falsità che vi si riescono a scrivere, nonché semplici sequenze senza alcun senso (puro rumore, quindi), la prospettiva della Biblioteca è incommensurabile con quella della specie umana.

## Influenza nel mondo scientifico
Nel novembre del 1981 Vera Vigevani Jarach comunicò a Borges che il fisico italiano Tullio Regge aveva stimato la massa complessiva della Biblioteca di Babele: considerando che vi sono contenuti tutti i libri di 410 pagine, ciascuna di 40 righe, ciascuna riga di 40 battute scritte in un alfabeto di 25 caratteri, ne risulta che i libri sono 25 elevato alla 656000, ipotizzando che la densità media della biblioteca sia pari a un decimo di quella dell'acqua ne risulta una massa enorme che collasserebbe in un buco nero. Borges fu entusiasta di questa osservazione e con una intervista pubblicata su Tuttolibri rispose al fisico italiano; tre anni dopo Regge continuerà il confronto con un letterato pubblicando il Dialogo con Primo Levi.
L'idea di una quantità di libri presenti nella Biblioteca di Babele che differiscono tra loro di una sola lettera è stata una fonte di ispirazione per la ricerca scientifica di Frances Hamilton Arnold sugli enzimi che le è valsa il Premio Nobel.